# Beta-ketoacil-(acil-nosilac-protein) sintaza II
Beta-ketoacil-(acil-nosilac-protein) sintaza II (EC 2.3.1.179, KASII, KAS II, FabF, 3-oksoacil-acil nosilac protein sintaza I, beta-ketoacil-ACP sintaza II, (Z)-heksadec-11-enoil-(acil-nosilac-protein):malonil-(acil-nosilac-protein) C-aciltransferaza (dekarboksilacija)) je enzim sa sistematskim imenom (Z)-heksadek-11-enoil-(acil-nosilac protein):malonil-(acil-nosilac protein) C-aciltransferaza (dekarboksilacija). Ovaj enzim katalizuje sledeću hemijsku reakciju
()-heksadek-11-enoil-[acil-nosilac protein] + malonil-[acil-nosilac protein] {\displaystyle \rightleftharpoons } (Z)-3-oksooktadek-13-enoil-[acil-nosilac protein] + 2 + [acil-nosilac protein]
Ovaj enzim učestvuje u sistemu biosinteze disociranih masnih kiselina kod biljki i bakterija.

## Spoljašnje veze
- Beta-ketoacyl-(acyl-carrier-protein)+synthase+II на 